# (36230) 1999 UD15
1999 UD15 (asteroide 36230) é um asteroide da cintura principal. Possui uma excentricidade de 0.09549800 e uma inclinação de 9.92704º.
Este asteroide foi descoberto no dia 29 de outubro de 1999 por CSS em Catalina.